# لين وايت
لين وايت (بالإنجليزية: Len White)‏ (23 مارس 1930 في المملكة المتحدة - 17 يونيو 1994 بهدرسفيلد في المملكة المتحدة) هو لاعب كرة قدم بريطاني في مركز الهجوم. لعب مع ستوكبورت كونتي ونادي روذرهام يونايتد ونيوكاسل يونايتد وهدرسفيلد تاون.

## وصلات خارجية
- لين وايت على موقع قاعدة بيانات كرة القدم.إي يو (الإنجليزية)